# Lechmere Cay Thomas
Lechmere Cay Thomas, britanski general, * 1897, † 1981.